# Жан III д’Арманьяк
Жан III Толстый (фр. Jean III Le Gras); ок. 1359 — 25 июля 1391) — граф де Комменж с 1378 года, граф д’Арманьяк, де Фезансак и де Родез с 1384 года, сын Жана II, графа д’Арманьяка, де Фезансака и де Родеза, и Жанны де Перигор.

## Биография
25 октября 1385 года он был назначен генеральным капитаном короля для ведения боевых действий в странах Лангедока и герцогстве Гиень. Основной его задачей было освобождение Юга от Больших Компаний — настоящего бича страны, особенно в мирное время. Ему приходилось действовать то оружием, то подкупом (для чего в 1387 году штаты Оверни и Лангедока предоставили ему 250 000 ливров), чтобы освобождать замки, крепости, а то и города, от занимающих их наемников.
В 1386 году в королевской армии под Аррасом во время военных действий англичан, поддержанных многочисленным флотом.
В 1390 году намереваясь наследовать права, которые Изабелла, дочь и наследница короля Майорки, уступила ему в обход короля Арагона, он продал герцогу Бургундии Филиппу, с согласия своего брата Бернара, графство Шароле со всеми его владениями за 50 000 флоринов (или 60 000 золотых экю).
Помимо короны Майорки, перед ним стоит ещё одна, не менее важная задача — увести из Франции Большие Компании. На это дело король выделяет ему 30 000 ливров. Его армия перешла границу Арагона, но была разбита в сражении при Навате арагонскими войсками под командованием дона Бернардо де Кабреры. По мнению некоторых историков, сам Жан III в этом походе не участвовал, а его войска возглавлял его брат Бернар. После этого, Жан III перенёс военные действия в Руссильон.
В 1391 году он направился в Италию с армией из 20 000 человек, в основном — наемников, на помощь Карло Висконти, сеньору Пармы и мужу его сестры, Беатриссы д’Арманьяк, захваченному и брошенному в тюрьму его кузеном Джан Галеаццо Висконти, первым герцогом Милана. В этом походе финансовую помощь Жану III предоставили флорентийцы, с которыми в это время успешно воевал Джан Галеаццо. Люди герцога Миланского, после безуспешной попытки подкупить самого графа, подкупили часть капитанов, и те взбунтовались. Жан III, не дожидаясь развала всей армии, разгромил мятежные компании и жестоко покарал главарей. Так как среди наказанных были в основном бургундцы, герцог Бургундии принял это как личное оскорбление, и Бернару д’Арманьяку пришлось везти в Дижон извинения брата.
При осаде Александрии в Ломбардии, войска Жана III, попав в засаду, были разбиты, а сам он погиб при очень странных обстоятельствах.

## Семья
14 мая 1378 года Жан III женился на Маргарите (1363—1443), графине де Комменж, дочери и наследнице Пьера-Раймона II (ок. 1325 — 19 октября 1375), графа де Комменжа, и Жанны де Комменж (ок. 1330 — 29 апреля 1398). Со времени этой женитьбы Жан III принял титул графа де Комменжа.
У них были две дочери:
- Жанна, с 1409 года жена Гийома-Аманье де Мадайяна (1375—1414), сеньора де Леспара, де Блазимона, де Розана, де Пюжоля и де Канкона.
- Маргарита, жена Гийома II, виконта де Нарбонна, который был одним из семи сеньоров, сопровождавших Дофина Карла при встрече на мосту в Монтеро, когда был убит герцог Бургундии. Он погиб в сражении при Вернейле против англичан в 1423 году. Вторым браком она была за Гийомом де Тиньере, бароном де Мардуань и дю Валь.

Обе дочери умерли раньше своей матери.